# Matthias Basedau
Matthias Basedau (nascido em 8 de fevereiro, 1968 em Heilbronn) é um cientista político alemão e diretor do Instituto GIGA para Estudos Africanos em Hamburgo.

## Biografia

### Carreira profissional
Basedau estudou ciência política, sociologia e psicologia na Universidade de Heidelberg. Após o doutorado em Heidelberg (2001), ele tornou-se um pesquisador do GIGA Instituto de Estudos Africanos em 2002. Lá ele foi responsável pelos estudos sobre África subsariana (especialmente Botswana), África Ocidental e Sahel (especialmente Mali, Niger, Chade). Desde 2013, leciona como professor na Universidade de Hamburgo. Em 2014, foi professor visitante no Peace Research Institute Oslo. Desde 2018 é diretor do GIGA Institute for African Studies em Hamburgo.

### Foco da pesquisa
Os principais interesses de pesquisa de Matthias Basedau estão no campo de estudos de paz e conflito (segurança). Isso inclui conflitos domésticos violentos e resolução de conflitos, particularmente determinantes como etnia, recursos naturais estratégicos, instituições políticas e religião, bem como desastres naturais e crescimento populacional. Ao fazer isso, ele utiliza de ciência política comparativa, por exemplo, em pesquisa sobre partidos políticos, sistemas partidários e democratização; engenharia institucional e mudança de regime na África Subsaariana. Metodologicamente, ele usa uma combinação de métodos de pesquisa qualitativos e quantitativos, comparações qualitativas de Small-N, Comparativo en:Area studies. Sua experiência regional está focada na África Subsaariana e Sul Global, em particular África Ocidental, Sahel e Botswana.

### Postos acadêmicos (seleção)
- Membro do Conselho Consultivo Externo do Centro de Estudios Internacionales (CEI-ISCTE), Lisboa (desde setembro de 2022)
- Membro do Conselho Consultivo Científico do en:Peace Research Institute Frankfurt (desde novembro de 2021).[2]
- Membro do grupo de trabalho nacional “Religião e Desenvolvimento” no BMZ (Equipe Temática Nacional ‘Religião e Desenvolvimento’) (desde maio de 2015)
- Membro do Conselho Consultivo do HIIK Conflict Barometer (2016-2019)
- Colaborador externo no Instituto de Pesquisas de Paz de Oslo (PRIO) (desde maio de 2014).

## Projetos de pesquisa (seleção)
- “Freedom and Development? Religious Actors, Freedom of Religion and Belief and Sustainable Development, en:Federal Ministry for Economic Cooperation and Development (BMZ), Bonn (2020-2023).[3]
- "Religion, Conflict and Sustainable Peace", (BMZ), Bonn (fevereiro-dezembro , 2019)
- "Working group member in the project "Resolving Jihadist Conflicts? Religion, Civil War and Prospects for Peace” at Uppsala University, dirigido por Isak Svensson e financiado pelo Riksbankens Jubileumsfond (desde 2016)
- Co-Director: "Religious Minorities: Discrimination, Grievances and Conflict", German Israeli Foundation (GIF) (2016-2019)
- "A dangerous liaison. Ethnicity, Natural Resources and Civil Conflict Onset“, en:German Research Foundation (DFG) (2012–2017)
- Co-Director: “Institutions for Sustainable Peace – Comparing Institutional Configurations in Divided Societies”, Leibniz Scientific Community (WGL), Pact for Research and Innovation (2012–2017).

## Publicações (seleção)
- com Jan Lay:”Resource Curse or Rentier Peace? The Ambiguous Effects of Oil Wealth and Oil Dependence on Violent Conflict”. Journal of Peace Research, vol. 46(6), 757–776 (2009)
- com B. Pfeiffer & J. Vüllers: „Bad Religion? Religion, Collective Action, and the Onset of Armed Conflict in Developing Countries”. Journal of Conflict Resolution, vol. 60 (2), pp. 226–255 (2016).
- com M. Köllner: “Area studies, comparative area studies, and the study of politics: Context, substance, and methodological challenges”. Zeitschrift für Vergleichende Vergleichende Politische Wissenschaft, vol. 1, pp. 105–124 (2007).
- with Havard Hegre et al.: '”ViEWS: A political violence early-warning system”. Journal of Peace Research, vol. 56(2), pp. 155–174 (2019)
- com Mora Deitch & Ariel Zellman: “Rebels with a Cause: Does Ideology Make Armed Conflicts Longer and Bloodier?”, Journal of Conflict Resolution, vol. 66 (10), pp. 1826–1853 (2022)
- Erfolgsbedingungen von Demokratie im subsaharischen Afrika. Ein systematischer Vergleich ausgewählter Länder. Opladen 2003, ISBN 3-8100-3820-2.
- como co-editor com de:Andreas Mehler: Resource politics in sub-Saharan Africa. Hamburg 2005, ISBN 3-928049-91-7.
- como co-editor com Hanspeter Mattes and Anika Oettler: Multiple Unsicherheit. Befunde aus Asien, Nahost, Afrika und Lateinamerika. Hamburg 2005, ISBN 3-926953-66-7. (Schriften des Deutschen Übersee-Instituts Hamburg; Nr. 66)
- como co-editor com de:Robert Kappel: Machtquelle Erdöl. Die Außen-, Innen- und Wirtschaftspolitik von Erdölstaaten. Nomos, Baden-Baden 2011, ISBN 3-8329-6892-X.

## Links da Web
- Prof. Dr. Matthias Basedau, site da GIGA-Hamburg
- Literatura de e sobre Matthias Basedau no catálogo de German National Library (DNB) (acesso: 28 de março 2023)
- | Matthias Basedau, ResearchGate
- | Matthias Basedau, academia.edu
- discurso de Matthias Basedau, GIGA-Hamburg: Rebels with a Sacred Cause? Religion and Rebellion in the Middle East. BESA-Center, Universidade Bar-Ilan, Tel Aviv, 11 January 2016, discurso, youtube</ref>